# Le 10 lune di miele di Barbablù
Le 10 lune di miele di Barbablù (Bluebeard's Ten Honeymoons) è un film britannico del 1960 diretto da W. Lee Wilder.

## Trama
Una donna istiga il suo amante più anziano ad uccidere altre donne ricche per mantenerla e renderla felice.